# Lino Mannocci
Lino Mannocci, född 13 april 1945, död 31 mars 2021, var en italiensk konstnär, grafiker och författare.

## Biografi
Lino Mannocci föddes i Viareggio i Italien, och flyttade till London 1968. Mellan 1971 och 1976 studerade han vid Camberwells College of Arts, och som doktorand vid Slade School of Fine Art i London. Sedan 1976 har Mannocci årligen återvänt till en liten italiensk by mellan Lucca och Viareggio.

## Karriär
Under tidigt 1980-tal var Mannocci en av medgrundarna av La Metacosa-rörelsen, och var mycket involverad i gruppens utställningar och aktiviteter. Hans första museum-utställning ägde rum 1984 på 'Hack-museet' i Ludwigshafen i Tyskland. Under 1990-talet höll han utställningar i San Francisco, New York, London, Milan, Florens och Bergamo. År 2004 inkluderades några av hans nyare målningar i en utställning kurerad av Philippe Daverio vid Spazio Oberdan i Milano, och 2005 hade Mannocci en enmansshow kallad 'Let there be smoke' vid H. Christian Andersen-museet i Rom.
År 2006 höll Mannocci utställningar i Delhi och Mumbai i Indien, och 2007 kurerade han en utställning vid Galleria Ceribelli Bergamo kallad 'Gli amici pittori di Londra', en hyllning till målning och vänskap.
I och med sin utställning av monotypier 2010 vid Fitzwilliam Museet i Cambridge, 'Clouds and myths',  kurerade Mannocci en utställning med fokus på Bebådelsen, kallad 'The Angel and the Virgin: A brief History of the Annunciation'. Cartiere Vannucci i Milano ställde ut hans tavlor 2012, och han har även ställt ut på galleri Jill Newhouse i New York.
År 2014 höll han en utställning, 'E l'angelo partì da lei', vid Galleria San Fedele i Milano. Året därpå, 2015, presenterade han en separatutställning av sina senaste verk vid Galleria Nazionale d'Arte Moderna di Palazzo Pitti i Florens. 2015 blev han även inbjuden att högtidlighålla 800-årsjubileet av Magna Charta vid Temple Church i London, vilket resulterade i en show av monotyper på pergament. Senare under 2015 höll han en utställning av behandlade vykort vid Londons Estorick Collection, 'Shaping the Image', som fokuserade på de främsta huvudpersonerna i Futuriströrelsen.
2017 deltog Mannocci i det så kallade 'Shared Sacred Sites'-projektet med utställningar vid Macedonian Museum of Contemporary Art i Thessaloniki, Grekland. Följande år hölls utställningen även vid The Graduate Centre CUNY i New York.
I juli 2019 kurerade han en utställning av Gino Severinis verk vid Novecentomuseet i Florens, och i september samma år höll han separatutställning med verk med koppling till Gino Severinis giftermål med Jeanne Fort 1913. I december 2019 höll Mannocci en utställning för att fira 40-årsjubileet av den italienska konströrelsen Metacosa.

## Gli Amici Pittori di Londra
'Gli Amici Pittori di Londra' (Mina målarvänner i London) var namnet på en utställning av Mannocis och hans vänners verk år 2007 vid Galleria Ceribelli i Bergamo i Italien. Utställningens initiala framgång genererade därefter flera utställningar de följande åren. Bland annat hölls utställningen 'Genius Loci' vid Galleria Ceribelli 2008, utställningen 'Another Country' vid Estorick Collection 2010, och 2015 utställningen 'Vital Signs' vid Clifford Chance i London, samt vid Fondazione Bottari Lattes i Monforte d'Alba, Italien.

## Utställningar
Mannoccis verk finns vid British Museum i London, Altonaer Museum i Hamburg, W.Hack Museum i Ludwigshafen, Musée Jenisch i Vevey, Mead Art Museum i Amherst och Fitzwilliam Museum i Cambridge.

## Publikationer
1988 skrev han en catalogue raisonné över Claude Lorrains grafiska verk för Yale University Press. I och med 'Gli Amici Pittori di Londra' utställningen 2007 skrev Mannocci den medföljande katalogen, utgiven av Lubrina Editore, Bergamo.
2008, efter ett besök till new Delhi och Mumbai, skrev han 'Madre India, Padre Barbiere', en text baserad på sina erfarenheter från resan, samt personliga minnen, blandade med bilder på indiska barberare, för Skira Imprint.
2010 kurerade han och skrev katalogen för utställningen 'The Angel and the Virgin: A Brief History of the Annunciation' vid Fitzwilliam Museum i Cambridge. Samma år skrev han även en essä, 'De Chirico, Carra and the Metaphysical Years', som del av katalogen för utställningen 'Another Country' vid Estorick Collection i London.
2019 skrev Mannocci 'Scene da un matrimonio futurista: Gino Severini sposa Jeanne Fort a Parigi nel 1913', utgiven av Affinità elettive, Ancona.